# مایکل هرست
مایکل هرست (انگلیسی: Michael Hirst) فیلم‌نامه‌نویس و تهیه‌کننده اهل انگلستان است.
از فیلم‌ها یا مجموعه‌های تلویزیونی که وی در آن‌ها نقش داشته است، می‌توان به الیزابت، الیزابت: عصر طلایی، تودورها و وایکینگ‌ها اشاره نمود.